# مندول جزائري
المندول (بالفرنسية: Mandole)‏ هو آلة موسيقية وترية من أصل جزائري. تستخدم بشكل رئيس في الموسيقى الشعبية الجزائرية والموسيقى القبائلية. يأتي بأشكال مختلفة، ولكن عمومًا هو نوع من المندولين الكبير ذو جسم مسطح، مع رقبة طويلة ذات 4 أوتار مزدوجة (8 أوتار) معدنية، أو 5 إلى 6 أوتار مزدوجة (مندول-قيثارة).

## نبذة تاريخية
بعدما ندر صناعة العود الأندلسي في المغرب العربي عقب الحرب العالمية الثانية و فترة الاستعمار الفرنسي، ظهرت آلة المندول في الجزائر، ومن أشهر عازفيها الساسيفي ناك ومحمد بحار 1920، حيث أضاف قطعتي ربع الصوت على المندول وبذلك تم تحويل المندول إلى شكله الشرقي الجديد بديلاً عن المندولا.

## الوصف
المندول دوزانها أشد رخامة بمقدار الخمس من المندولين الصغيرة، وأربعة أوتار مزدوجة هي دو، دو وصول، صول وري، ري ولا، لا، وخمسة أوتار مزدوجة هي دو، دو وصول، صول وري ولا، لا ومي، مي. تصنع هذه الآلة مع قطع ربع الصوت “بارات” أو بدونها كما هو بالعود.

## طالع أيضًا
- مندولين
- بانجو
- عود